# Causse de Savignac
Le site « causse de Savignac » est une zone naturelle d'intérêt écologique, faunistique et floristique (ZNIEFF) française du département de la Dordogne, en région Nouvelle-Aquitaine.

## Situation
Dans le département de la Dordogne, en Périgord central, le site « Causse de Savignac » s'étend sur 4 793 hectares, sur le territoire de huit communes : Coulaures, Mayac, Négrondes, Saint-Jory-las-Bloux, Saint-Vincent-sur-l'Isle, Sarliac-sur-l'Isle, Savignac-les-Églises et Sorges et Ligueux en Périgord,.
En termes de superficie, plus de 80 % de cette ZNIEFF est partagé entre quatre communes : Savignac-les-Églises (30 %), Sorges et Ligueux en Périgord (27 %), Coulaures (14 %) et Saint-Jory-las-Bloux (11 %), le reste étant réparti entre Sarliac-sur-l'Isle (7 %), Négrondes (5 %), Mayac et Saint-Vincent-sur-l'Isle (3 % chacune).
La zone s'étage entre 108 et 220 mètres d'altitude sur les coteaux en rive droite de l'Isle depuis Sarliac-sur-l'Isle au sud-ouest jusqu'à Négrondes et Sorges et Ligueux en Périgord au nord. Elle est proche de trois autres ZNIEFF : « forêt domaniale de Lanmary et alentours » également en rive droite de l'Isle, « causse de Cubjac » en rive gauche de la même rivière, et « vallée de l'Isle en amont de Périgueux ».

Le causse de Savignac.
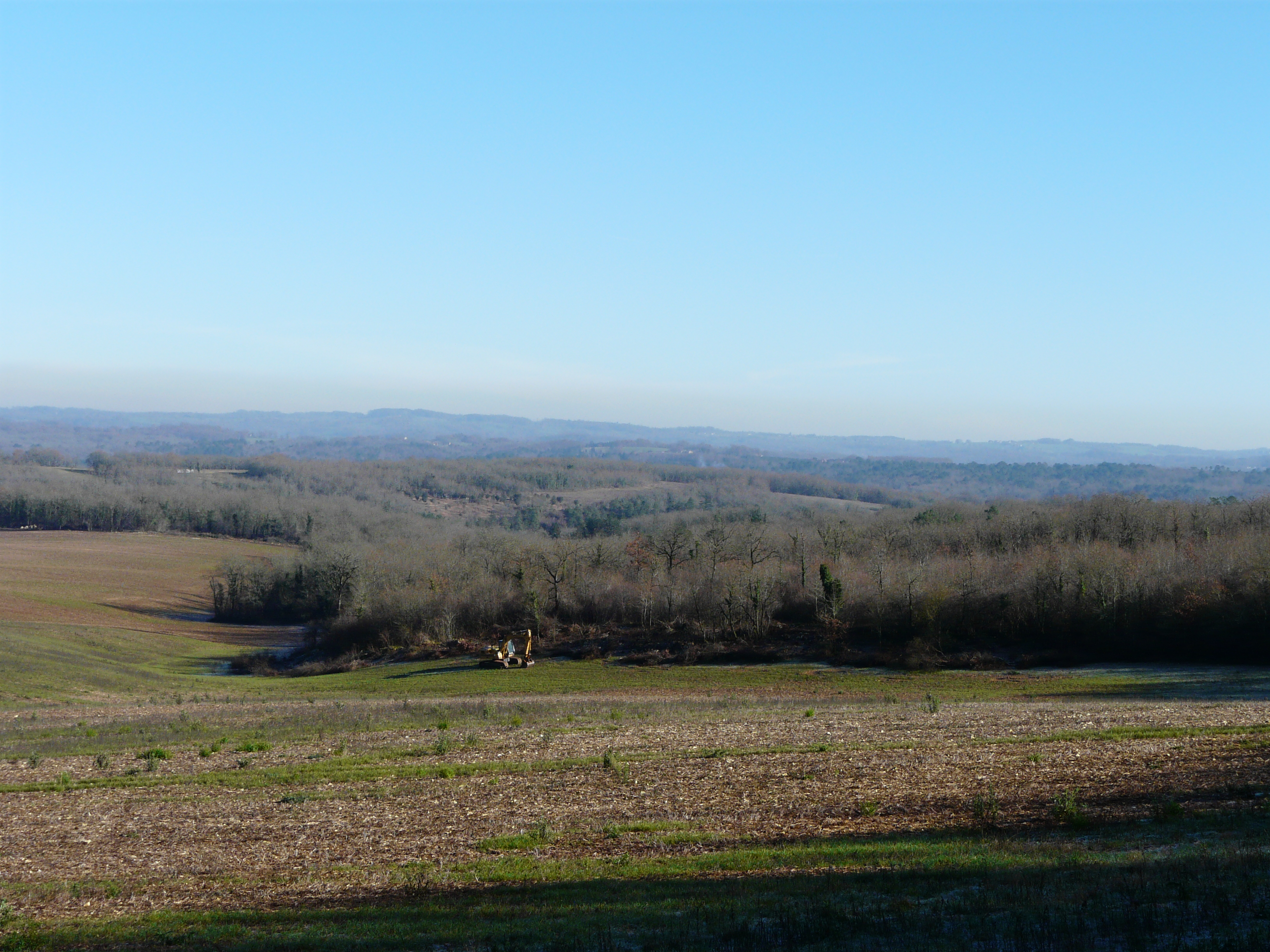
À Saint-Jory-las-Bloux, vers Lalauvie.
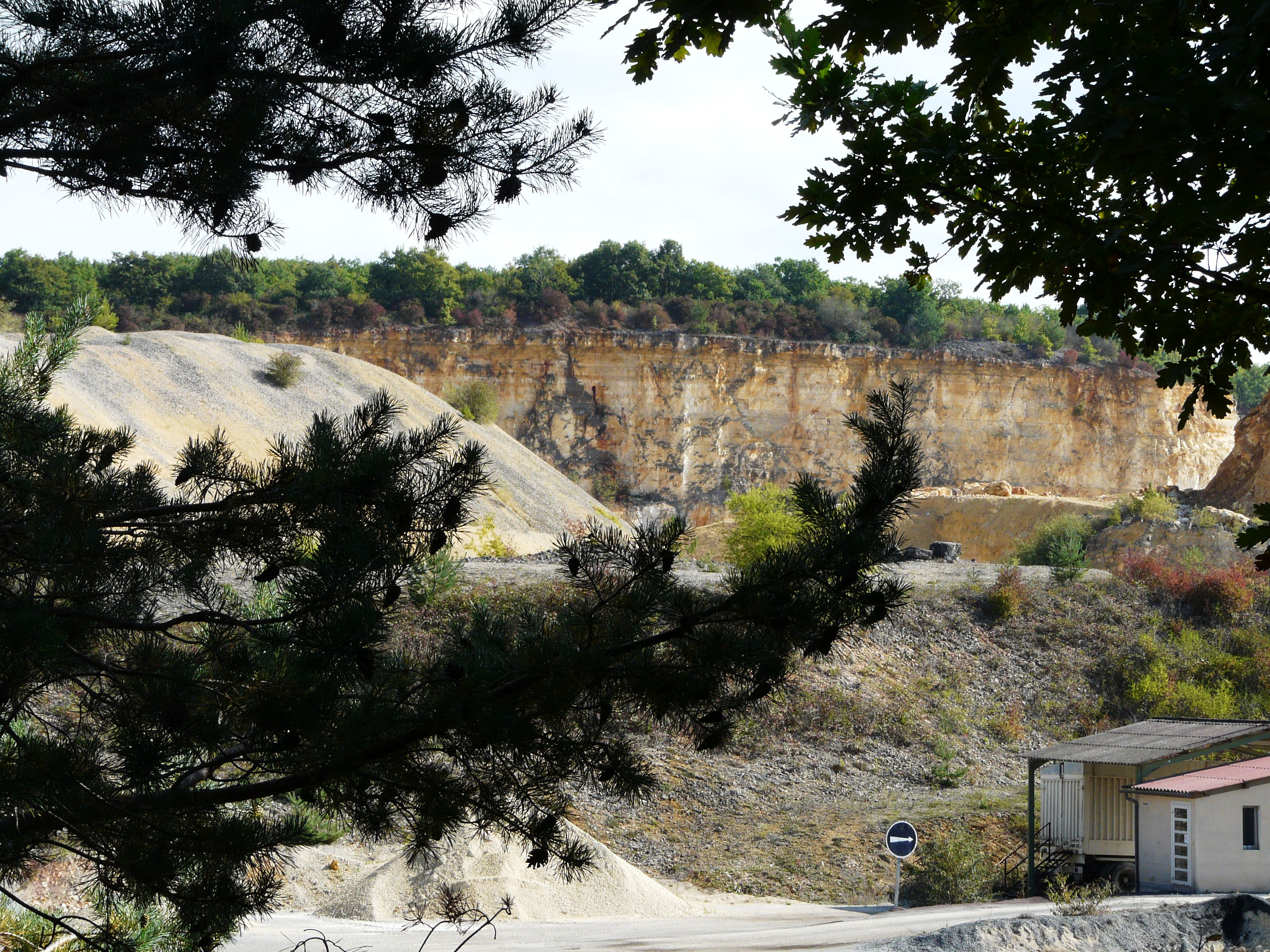
Carrière de calcaire à Savignac-les-Églises.
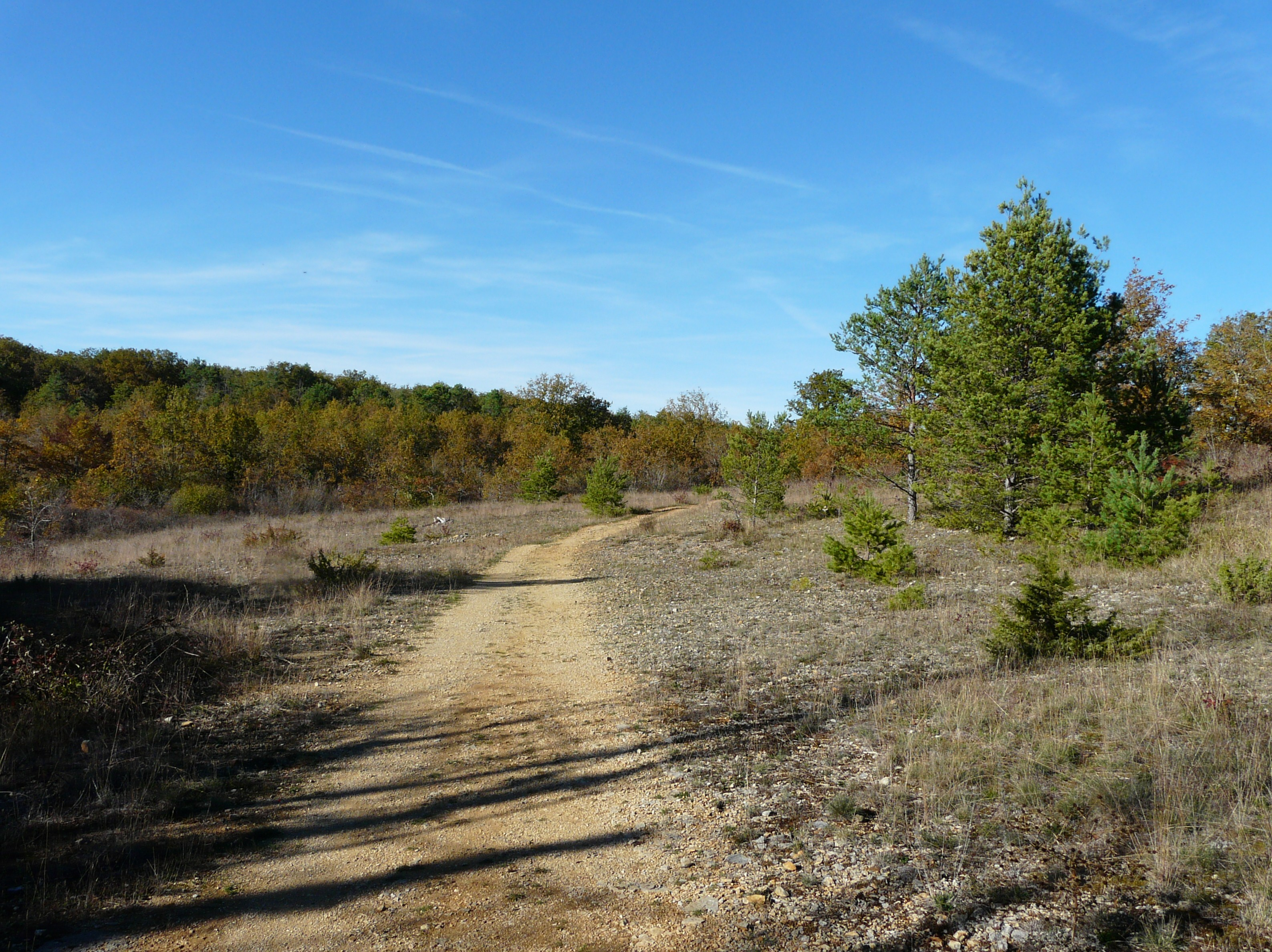
À Savignac-les-Églises.

## Description
Le site « causse de Savignac » est une zone naturelle d'intérêt écologique, faunistique et floristique (ZNIEFF) de type 2, c'est-à-dire qu'elle représente un ensemble naturel riche ou peu modifié, qui offre des potentialités biologiques importantes. Elle possède un rôle fonctionnel ainsi qu'une cohérence écologique et paysagère.
Elle est composée de coteaux calcaires du Mésozoïque : principalement Jurassique (couches j1 et j2 sur la carte), et Crétacé dans le sud-ouest de la ZNIEFF (couches c1 à c6 sur la carte), ainsi que d'importantes zones de colluvions sur les pentes en bordure de l'Isle de Coulaures à Sarliac-sur-l'Isle (C ou CF sur la carte), dans un secteur en partie boisé ; son intérêt majeur réside dans la présence d'une espèce déterminante de plantes.
Des recensements y ont été effectués au niveau floristique.

## Flore
Une espèce déterminante végétale, la Spirée à feuilles de millepertuis (Spiraea hypericifolia subsp. obovata) y a été répertoriée en 2012.
Quarante-trois autres espèces de plantes phanérogames — non déterminantes — ont été recensées sur la ZNIEFF : l'Ail à tête ronde (Allium sphaerocephalon), l'Alisier des bois (Sorbus torminalis), l'Ancolie commune (Aquilegia vulgaris), l'Anthyllide vulnéraire (Anthyllis vulneraria) , le Brachypode penné (Brachypodium pinnatum), la Brize intermédiaire (Briza media), la Céphalanthère à feuilles étroites (Cephalanthera longifolia), le Charme commun (Carpinus betulus), le Châtaignier commun (Castanea sativa), le Chêne pédonculé (Quercus robur), le Chêne pubescent (Quercus pubescens), le Cornouiller sanguin (Cornus sanguinea), l'Érable de Montpellier (Acer monspessulanum), Festuca duriuscula, le Fraisier des bois (Fragaria vesca), la Garance voyageuse (Rubia peregrina), le Genévrier commun (Juniperus communis), la Germandrée petit-chêne (Teucrium chamaedrys), la Globulaire commune (Globularia bisnagarica), l'Hélianthème commun (Helianthemum nummularium), l'Hippocrépide à toupet (Hippocrepis comosa), l'Homme-pendu (Orchis anthropophora), l'Inule des montagnes (Inula montana), le Lin sous-arbrisseau (Linum suffruticosum), le Muscari à toupet (Muscari comosum), le Noisetier (Corylus avellana), l'Orchis brûlé (Neotinea ustulata), l'Orchis mâle (Orchis mascula), l'Orchis pourpre (Orchis purpurea), l'Origan (Origanum vulgare), l'Orpin des rochers (Sedum rupestre), 
le Panicaut champêtre (Eryngium campestre), la Piloselle (Pilosella officinarum), la Pimprenelle (Sanguisorba minor), le Pin sylvestre (Pinus sylvestris), la Platanthère à deux feuilles (Platanthera bifolia), le Polygale du calcaire (Polygala calcarea), le Prunellier (Prunus spinosa), la Sauge des prés (Salvia pratensis), le Serpolet (Thymus serpyllum), le Tilleul à petites feuilles ( Tilia cordata), la Véronique en épi (Veronica spicata) et la Viorne lantane (Viburnum lantana).

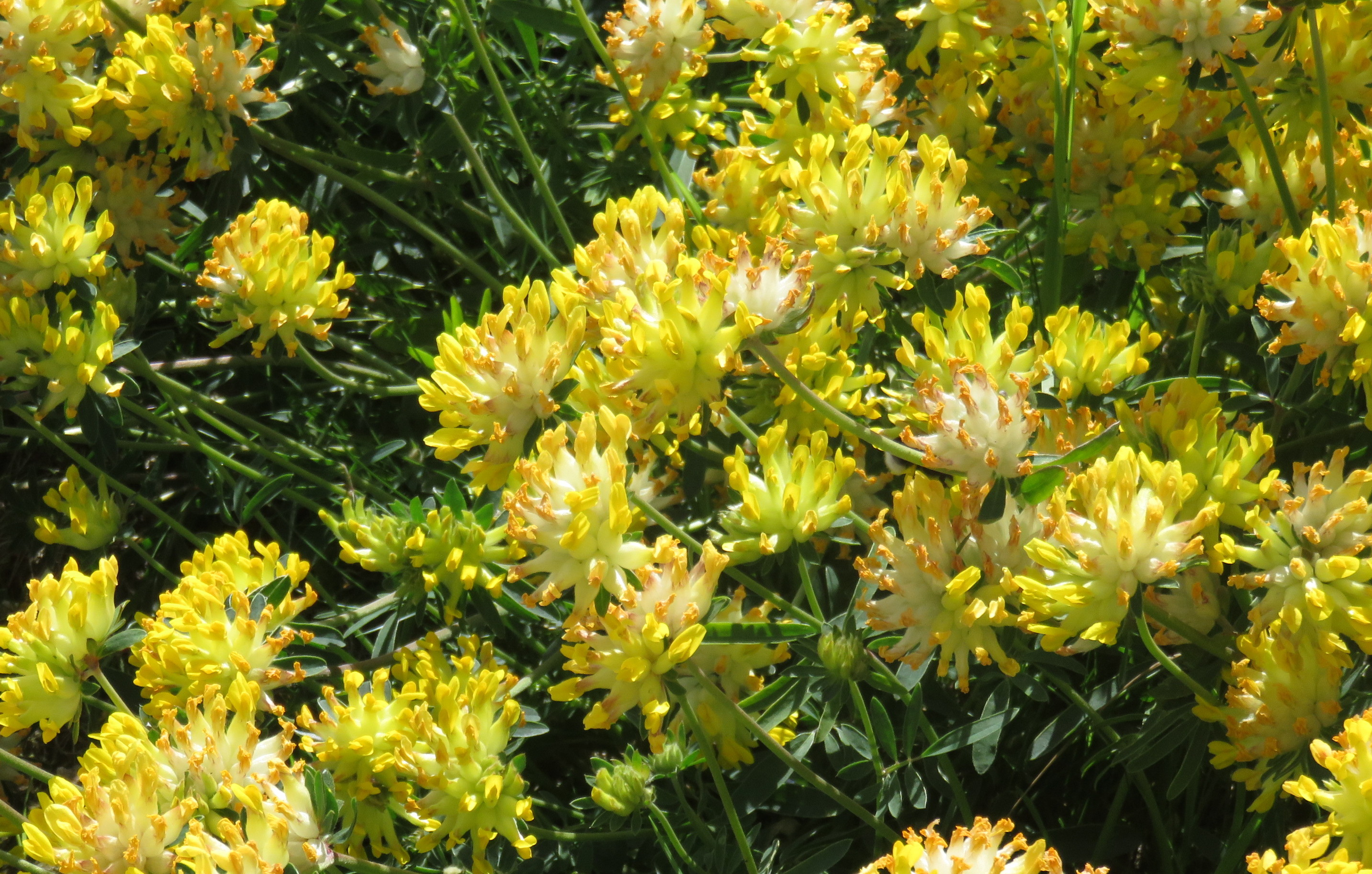
Anthyllides vulnéraires.
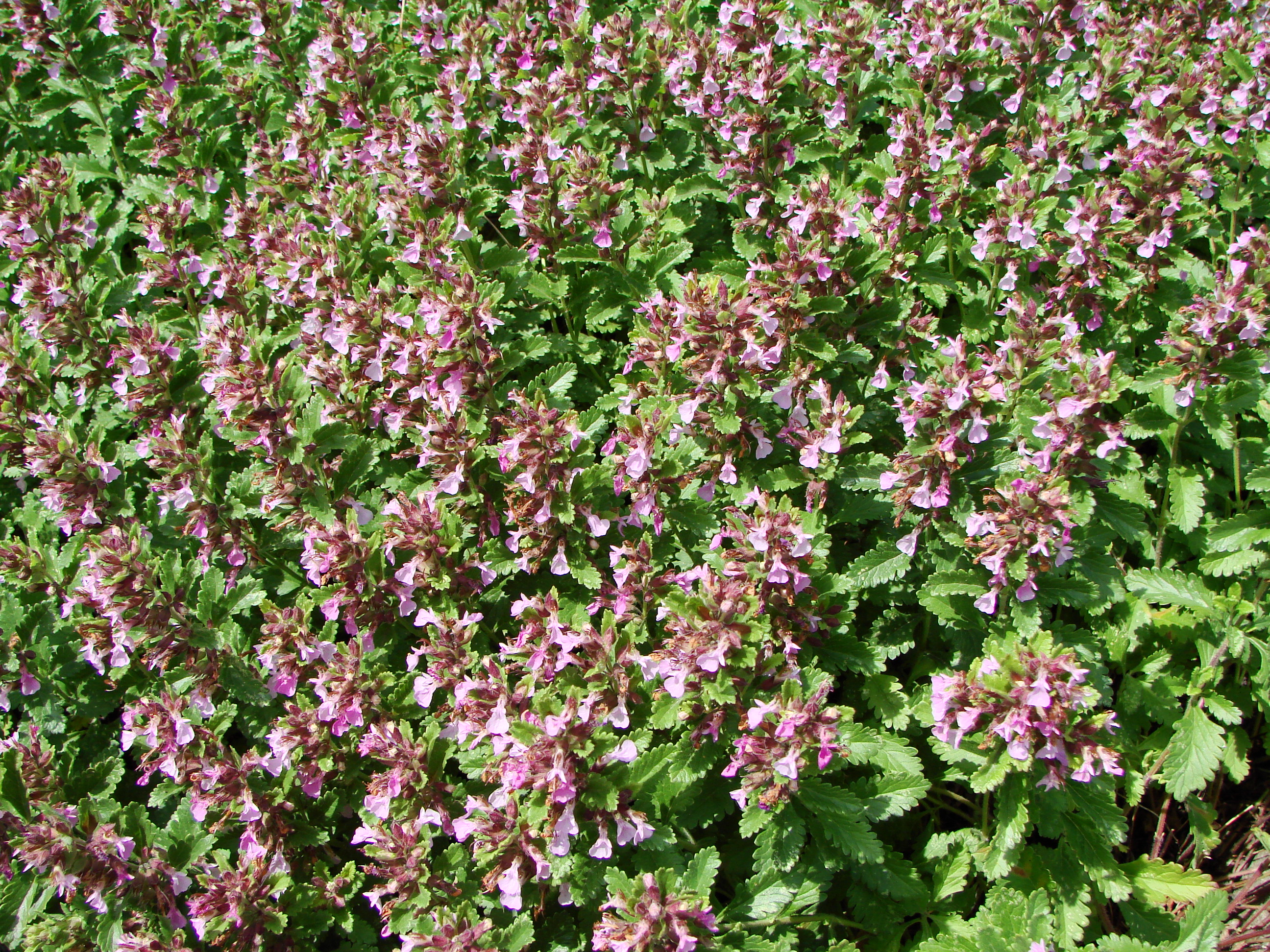
Germandrée petit-chêne.
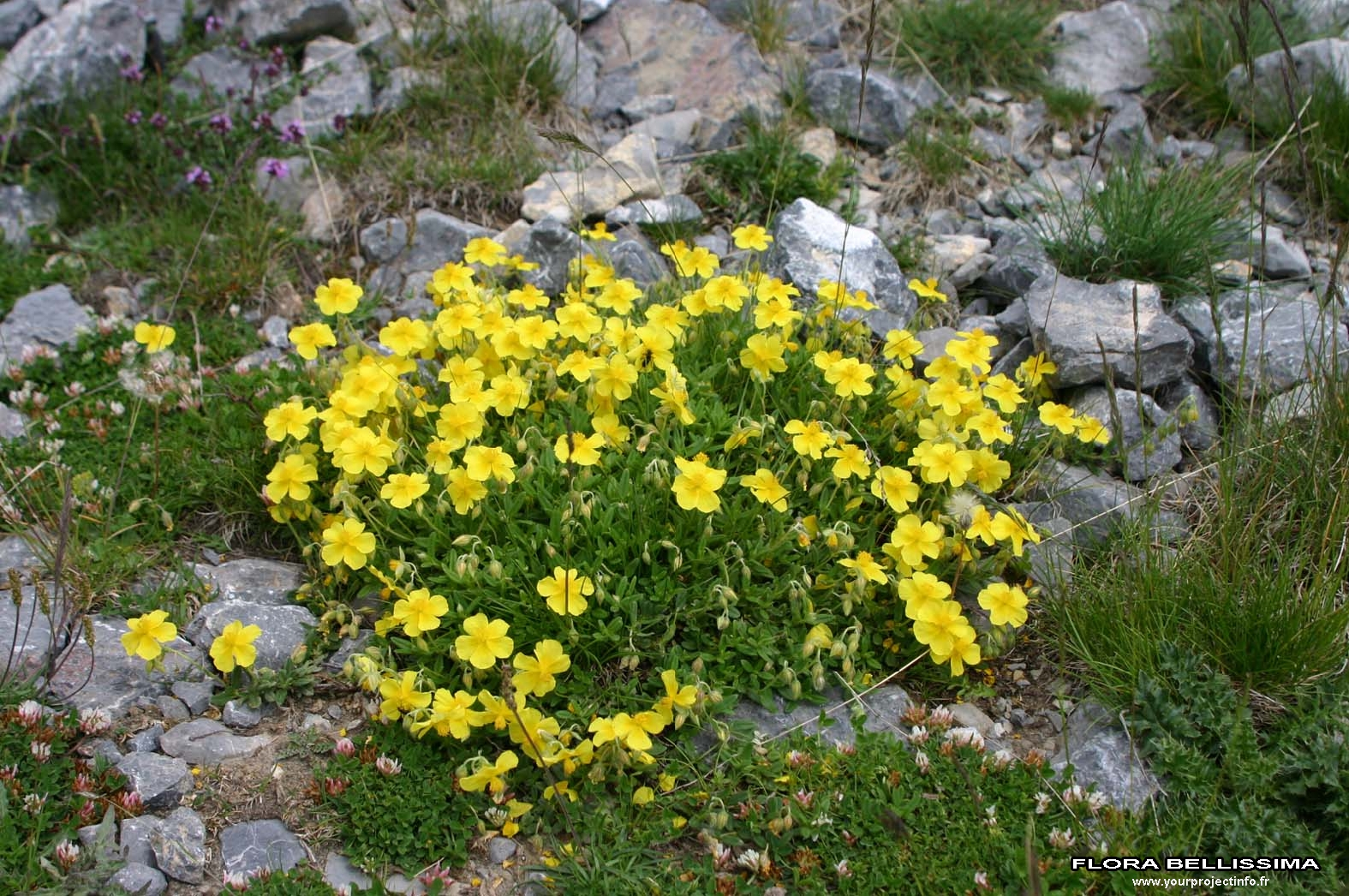
Hélianthème commun.
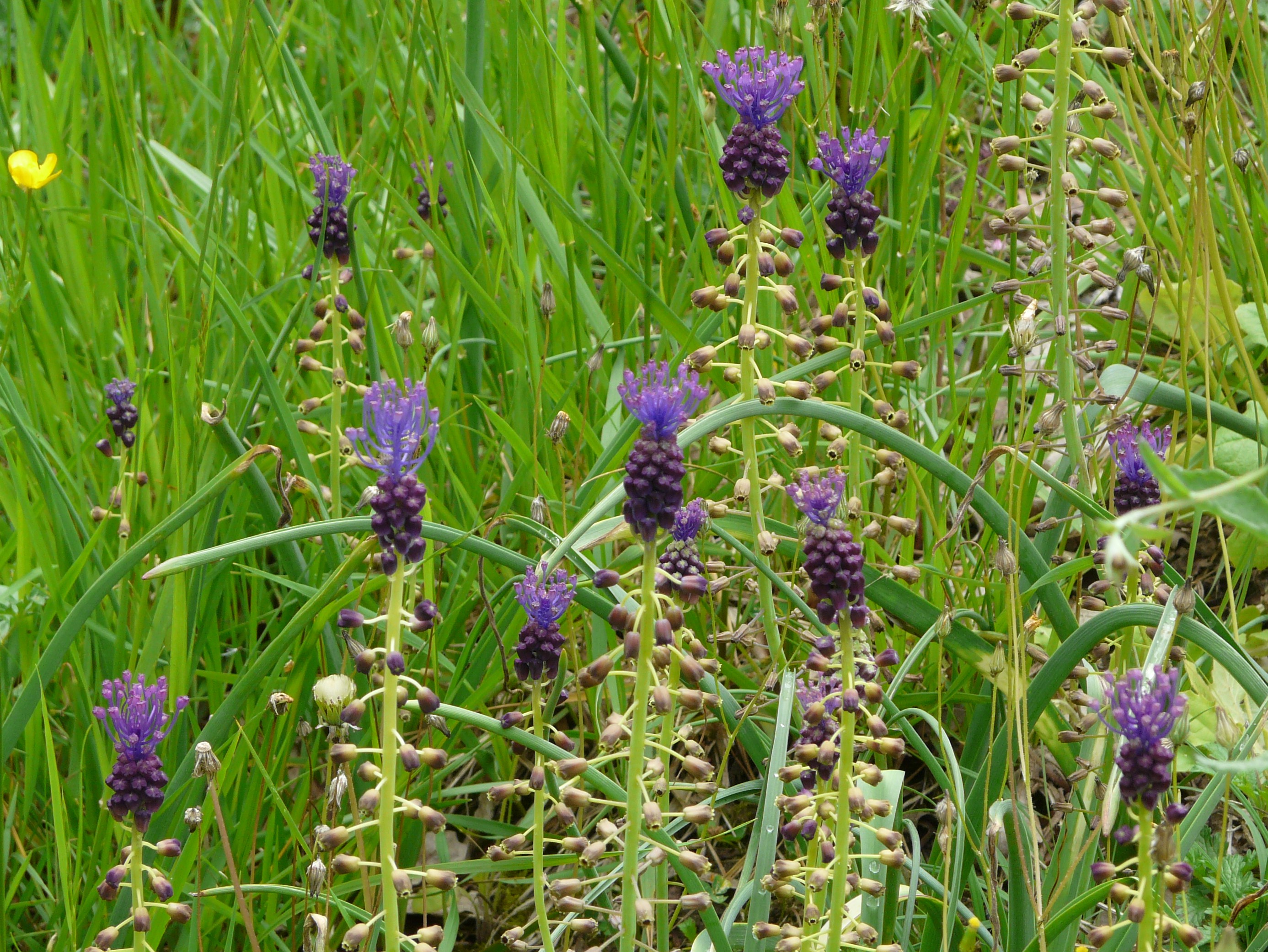
Muscaris à toupet.
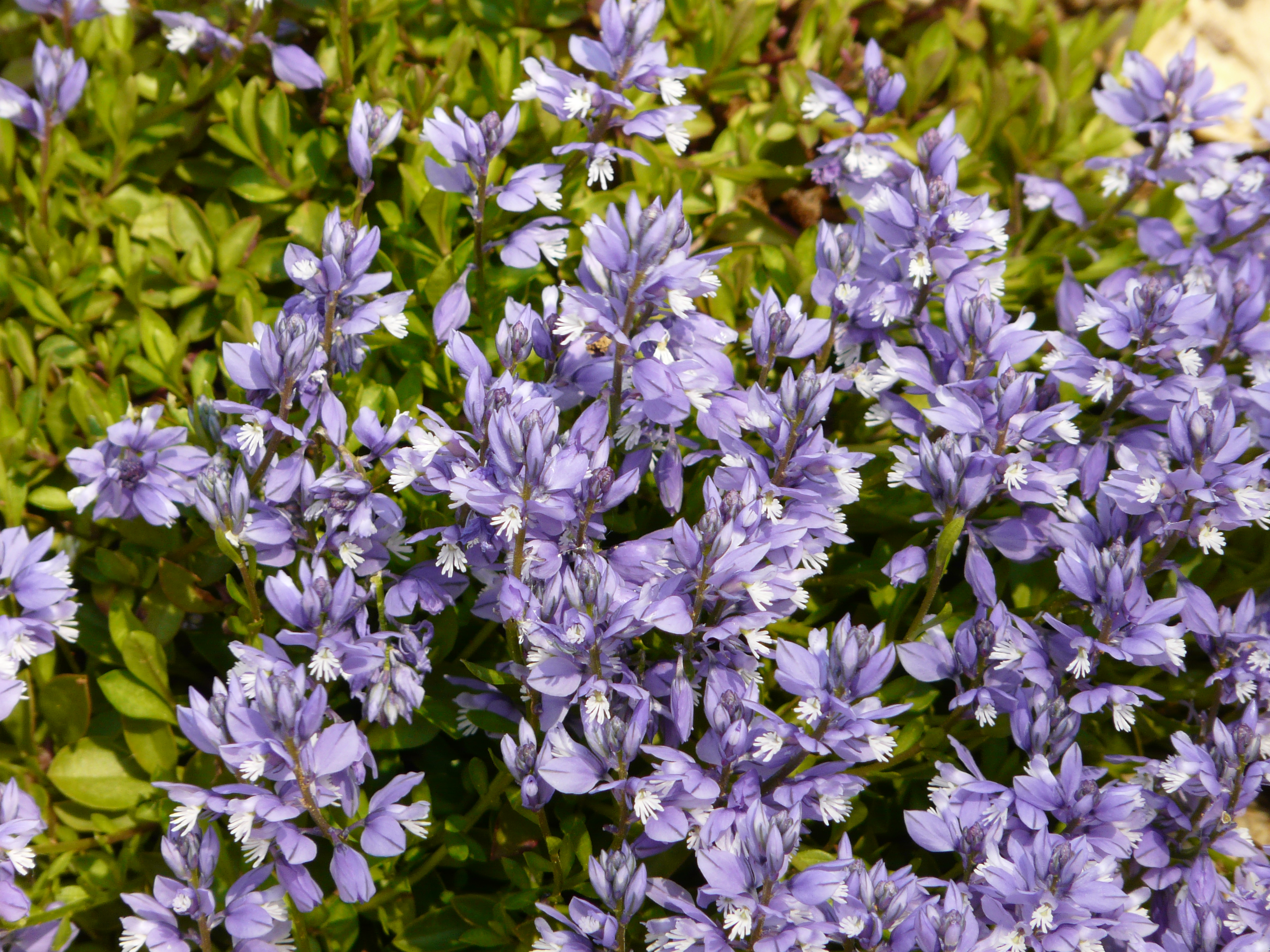
Polygale du calcaire.